# Winkeladvokat
Der Ausdruck Winkeladvokat oder Winkelschreiber bezeichnet ursprünglich eine Person, die sich, ohne Rechtsanwalt (früher Advokat genannt) zu sein, berufsmäßig damit befasst, gegen Entgelt die Rechtsangelegenheiten anderer zu erledigen. Heute ist der Ausdruck eine abwertende Bezeichnung für einen Rechtsanwalt, dem es an juristischen Kenntnissen mangelt und/oder der auf unlautere bzw. illegale Methoden zurückgreift.

## Begriffsherkunft
Der Begriff Winkeladvokat entstand wohl im Laufe des 19. Jahrhunderts und bezieht sich nach allgemein verbreiteter Meinung auf einen Advokaten, der unbefugt und heimlich im Winkel, also versteckt, arbeitet. Einer volksetymologischen These ungeklärter Herkunft zufolge könnte der Ausdruck auch von dem lateinischen Wort vinculum (Band) abgeleitet sein, das im übertragenen Sinn auch so viel wie Fessel, Haft bzw. Gefängnis bedeuten kann. Der Begriff Winkeladvokat bezeichnet aber nicht den Rechtsanwalt, der hauptsächlich Straftäter, etwa bereits einsitzende Kleinkriminelle und ähnliche Mandanten, vertritt. Vielmehr ist der advocatus vinculi ein Fürsprecher in Sachen ehelicher oder kirchlicher Bande (siehe Bandverteidiger). Andererseits könnte der Begriff auch vom niederländischen Wort winkel für (Laden, Geschäft) herrühren, was die Gewerbsmäßigkeit der unlauteren Rechtsberatung hervorhebt. Seit dem späten 19. Jahrhundert hat der Begriff seine deutlich negative Konnotation.

## Rechtlicher Hintergrund
Die sogenannte Winkelschreiberei, also die Arbeit als Rechtsbeistand ohne entsprechende Qualifikation, war in Deutschland seit 1935 nach dem Rechtsberatungsgesetz verboten, seit Mitte 2008 ist die Rechtslage für unentgeltlichen Rechtsrat, sogenannte Annexberatung und für nicht-anwaltliche Volljuristen durch das Rechtsdienstleistungsgesetz liberalisiert.
In Österreich ist die Winkelschreiberei, soweit sie gewerbsmäßig erfolgt, unter anderem als Verwaltungsstraftatbestand gemäß § 57 Abs. 2 der RAO zu verfolgen – ebenso das bloße Anbieten. Art. III Abs. 1 Ziffer 1 des EGVG geht noch weiter, indem er unter anderem das Verfassen schriftlicher Anbringen oder sonstiger Urkunden verbietet, sofern dies für den Gebrauch vor inländischen oder ausländischen Verwaltungsbehörden erfolgt.

## Rechtsprechung zur Verwendung
In Deutschland galt der Ausdruck nach einer 2011 getroffenen Entscheidung des Landgerichts Köln als Beleidigung. Obwohl dem Wort kein eindeutiger Bedeutungsinhalt zukomme, sei es negativ besetzt. Begründet wurde die Entscheidung damit, dass man darunter eine Person verstehe, die entweder intellektuell nicht in der Lage sei, den anwaltlichen Beruf standesgemäß auszuüben, oder sich dazu Methoden befleißige, die mit Moral und Gesetz in Konflikt stehen. Das Bundesverfassungsgericht hat die Entscheidung aufgehoben. In diesem Rechtsstreit ging es allerdings um den Ausdruck Winkeladvokatur, im speziellen Fall wurde keine Person, sondern eine Anwaltskanzlei diffamiert. „Die Bezeichnung einer Rechtsanwaltskanzlei kann von der Meinungsfreiheit gedeckt sein“, heißt es in den Gründen. Grund für die Aufhebung: Die Äußerung Winkeladvokatur tangiere nur die berufliche Ehre – und somit lediglich die Sozialsphäre – des Betroffenen, weise sachlichen Bezug auf und sei zunächst nur gegenüber der Rechtsanwaltskammer und im Rahmen eines Zivilprozesses geäußert worden. Die Bezeichnung eines Anwaltskollegen als Winkeladvokat, beziehungsweise die Bezeichnung seiner Kanzlei als Winkeladvokatur, stellt zwar grundsätzlich einen Eingriff in das Persönlichkeitsrecht des Betroffenen dar. Nach Ansicht des Bundesverfassungsgerichts handelt es sich jedoch nur dann um eine nicht hinzunehmende Schmähkritik, wenn es dem Äußernden gerade um die Diffamierung der Person gehe. Hat die Äußerung dagegen einen Sachbezug, so kann sie von der grundgesetzlich garantierten Meinungsfreiheit gedeckt sein.

## Verwendung im Nationalsozialismus
Von Antisemiten wurde der Begriff nicht für Anwälte mit unter anderem mangelnder juristischer Bildung verwendet, sondern das Negativbild des Winkeladvokaten speziell auf jüdische Anwälte projiziert (Klassifikation nach Rasse, nicht nach Qualifikation). Beschränkungen für jüdische Anwälte wurden in Deutschland im April 1933 im Rahmen des Gesetzes über die Zulassung zur Rechtsanwaltschaft erlassen. Das 1935 erlassene Rechtsberatungsgesetz hatte auch die Aufgabe, Juden von der Ausübung juristischer Berufe auszuschließen. Aufgrund des Frontkämpferprivilegs konnte dennoch eine hohe Anzahl von jüdischen Rechtsanwälten ihren Beruf bis 1938 ausüben.